# Химиотерапия злокачественных новообразований
Химиотерапи́я злокачественных новообразований — один из современных высокотехнологичных методов лечения различных видов злокачественных новообразований с помощью введения в организм человека или животных специальных химических веществ или лекарственных препаратов, так называемых противоопухолевых (антинеопластических) химиотерапевтических агентов. Все противоопухолевые химиотерапевтические препараты по своему принципу действия являются мощнейшими клеточными ядами или токсинами, губительно воздействующими на быстро делящиеся клетки злокачественных опухолей при сравнительно меньшем отрицательном повреждающем воздействии на здоровые быстро делящиеся клетки и ткани организма хозяина, носителя злокачественной опухоли.

## Принципиальные отличия
Принципиальные отличия химиотерапии злокачественных новообразований от фармакотерапии и от других видов химиотерапии заключаются в следующем. 
В отличие от обычной фармакотерапии, в которой имеется всего два участника — фармакологический агент (лекарство) и подвергаемый его воздействию организм, в процессе противоопухолевой химиотерапии имеется три участника — химиотерапевтический агент, организм хозяина (носителя злокачественной опухоли) и подлежащий уничтожению клон злокачественных опухолевых клеток. Именно их взаимодействием и определяется исход химиотерапии злокачественных опухолей, её успешность или неуспешность. Поэтому при планировании химиотерапии злокачественных опухолей онкологам и гематологам приходится учитывать как свойства организма пациента (возраст, общее соматическое состояние, наличие или отсутствие тех или иных органных поражений, предопределяющие потенциальную способность пациента перенести предлагаемую химиотерапию без жизнеопасных побочных эффектов и при этом получить желаемый лечебный эффект), так и биологические свойства опухоли, проистекающие из особенностей её гистологического строения и цитоархитектоники, из её цитогенетики (наличия тех или иных хромосомных поломок и перестроек) и из её иммунофенотипа (паттерна экспрессии тех или иных генов и белков) и предопределяющие особенности её химиочувствительности, а также закономерности кинетики опухолевого роста, метастазирования и распространения (диссеминации) конкретной опухоли.

### Цели и задачи
Целью химиотерапии злокачественных опухолей является максимально полное уничтожение, убийство (эрадикация) или, по крайней мере, хотя бы торможение роста, размножения и метастазирования клона злокачественных клеток, с по возможности меньшим или хотя бы условно приемлемым повреждающим действием на организм хозяина.
Вмешательства в цепь патогенеза опухолевого процесса (например, нормализации процесса созревания и дифференцировки злокачественных клеток и превращения их обратно в нормальные) при противоопухолевой химиотерапии не происходит в принципе. В этом отличие противоопухолевой химиотерапии от фармакотерапии, например, при гипертонической болезни или клинической депрессии, где лекарства воздействуют на уже известные биохимические нарушения (то есть на те или иные звенья патогенеза упомянутых болезней) и корректируют их. Не происходит при противоопухолевой химиотерапии и стимулирования естественных механизмов саногенеза. Хуже того, естественный противоопухолевый иммунитет, являющийся одним из потенциально возможных механизмов саногенеза при злокачественных опухолях, при химиотерапии опухолей весьма сильно страдает, так же как и другие иммунные функции организма. Связано это с тем, что иммунокомпетентные клетки, наряду с прочими гемопоэтическими клетками, относятся к числу быстро делящихся клеток организма и поэтому больше других здоровых клеток (но все же меньше, чем злокачественные клетки) страдают от воздействия противоопухолевых химиопрепаратов.
Нормализация жизнедеятельности и улучшение функций организма в целом и поражённых органов и систем в частности, улучшение качества жизни больного при химиотерапии опухолей достигаются вторично, как следствие уничтожения или уменьшения размеров либо торможения роста и метастазирования самой причины, вызвавшей данное заболевание — злокачественной опухоли.

### Отличия от других видов химиотерапии
Химиотерапия злокачественных опухолей принципиально отличается также и от других видов химиотерапии, в частности от химиотерапии инфекций (антибактериальной, противогрибковой, антипротозойной, противовирусной, противотуберкулёзной и т. п. химиотерапии) и от химиотерапии паразитарных инвазий (например, антигельминтной химиотерапии).
При химиотерапии инфекций и паразитарных инвазий объектом, подлежащим уничтожению, является принципиально иной по своим биологическим свойствам, анатомическому строению, особенностям физиологии и биохимии и ДНК, стоящий гораздо ниже человека и высших животных на эволюционной лестнице, достаточно примитивный организм — будь то бактерия, грибок, простейшее, вирус или гельминт.
Это предопределяет возможность его достаточно безопасного уничтожения при минимальном или весьма небольшом повреждении клеток и тканей организма хозяина, за счёт использования особенностей метаболизма паразита или инфекционного агента, которых нет у организма хозяина. Примером может служить блокада некоторыми противогельминтными средствами гладких мышц паразитов, вызывающая у них неспособность прикрепиться к внутренней поверхности кишечника и обеспечивающая возможность механического изгнания парализованного гельминта с калом, при полном отсутствии какого бы то ни было влияния тех же самых антигельминтиков на тонус мышц организма хозяина. Или блокада сульфаниламидами дигидрофолатредуктазы бактерий, при минимальном влиянии на активность дигидрофолатредуктазы в человеческих тканях и тканях животных.
В то же время при противоопухолевой химиотерапии объектом, подлежащим уничтожению, являются мутировавшие и приобретшие способность к безостановочному и бесконтрольному делению (то есть ставшие злокачественными) и при этом сумевшие ускользнуть от естественного иммунного контроля и «наказания» организма наши собственные клетки.
Это предопределяет принципиальную невозможность проведения сегодняшней противоопухолевой химиотерапии без сопутствующего, пусть и количественно меньшего по сравнению с «наказанием» и уничтожением злокачественного опухолевого клона, «наказания» и уничтожения здоровых клеток, особенно тех из них, которые и в норме быстро делятся (гемопоэтические клетки, иммунокомпетентные клетки, клетки кожи и придатков кожи (волосы, ногти), клетки эпителия слизистых оболочек желудочно-кишечного тракта, дыхательных путей и мочевыводящих путей). И принципиально неизбежную более высокую токсичность (особенно гематологическую и иммунологическую токсичность), более высокий риск тяжёлых осложнений и побочных явлений и более высокую связанную с лечением летальность при проведении противоопухолевой химиотерапии, по сравнению с химиотерапией инфекционных заболеваний и паразитарных инвазий.
Эти же причины (высокая потенциальная и реальная токсичность противоопухолевой химиотерапии, высокая вероятность и даже практически неизбежность повреждения в той или иной степени здоровых клеток и тканей, особенно быстро делящихся, таких, как клетки кроветворной ткани, кожи и слизистых) ограничивают как разовую, так и курсовую, и суммарную за жизнь дозу химиопрепаратов, и общее количество курсов химиотерапии сверху (так называемая «дозолимитирующая токсичность») и служат причиной принципиального ограничения их эффективности сверху. Нередко бывает невозможно ввести больному теоретически эффективную при его заболевании дозу химиопрепаратов или провести необходимое при его заболевании количество курсов химиотерапии без вызывания неприемлемой, недопустимой токсичности, неприемлемых и недопустимых побочных эффектов и осложнений или без неприемлемо высокого летального риска.
Вместе с тем, с учётом летальности злокачественных опухолей при отсутствии всякого лечения, приближающейся к 100 %, и с учётом отсутствия сравнимой альтернативы сегодняшней химиотерапии при многих видах злокачественных опухолей, особенно при большой распространённости опухолевого процесса (исключающей возможность чисто хирургического или лучевого радикального решения проблемы) и высокой вероятности наличия микрометастазов или при изначально системном характере опухолевого процесса (как это имеет место при гемобластозах), с неизбежными побочными эффектами и осложнениями и летальным риском при проведении современной химиотерапии и с её принципиально ограниченной эффективностью приходится мириться.

## Классификация противоопухолевых химиопрепаратов

### По механизму действия
- Алкилирующие антинеопластические препараты:
  - Производные бис-B-хлорэтиламина[1]:
    - Мехлоретамин (эмбихин, мустарген);
    - Нитроген мустард HN3;
    - Новэмбихин (устарел, изъят из номенклатуры ввиду высокой частоты вторичных опухолей и высокой токсичности);
    - Хлорамбуцил;
    - Проспидин;
    - Урамустин;
    - Манномустин;
    - Спиробромин;
    - Лофенал;
    - Хлорэтиламинофенацетилпарааминобензойная кислота;
    - Мелфалан (сарколизин, алкеран);
    - Бендамустин;
    - Эстрамустин;
    - Преднимустин;
    - Циклофосфамид (циклофосфан, цитоксан, эндоксан);
    - Ифосфамид;
    - Мафосфамид;

  - Производные нитрозомочевины
    - Кармустин;
    - Ломустин (CCNU);
    - Ранимустин (MCNU)
    - N-Нитрозо-N-метилмочевина;
    - Семустин (устарел, изъят из номенклатуры ввиду высокой частоты вторичных опухолей);
    - Фотемустин (мюстофоран);
    - Нимустин (нидран);
    - Стрептозотоцин;

  - Препараты платины:
    - Цисплатин;
    - Карбоплатин;
    - Оксалиплатин;
    - Сатраплатин;
    - Пикоплатин;
    - Недаплатин;
    - Триплатина тетранитрат;
    - Платин;
    - Циклоплатам;
- Алкилирующие триазины:
  - Прокарбазин;
  - Дакарбазин;
  - Темозоломид;
  - Митомицин C;
- Антиметаболиты:
  - Ингибиторы дигидрофолатредуктазы:
    - Метотрексат;

  - Антагонисты пуринов:
    - 6-Меркаптопурин;
    - Фопурин;
    - 6-Тиогуанин;
    - Флударабина фосфат (2F-Ara-A);
    - Кладрибин;
    - Клофарабин;

  - Антагонисты пиримидинов:
    - 5-Фторурацил;
    - Фторафур;
    - Капецитабин;
    - Цитозина арабинозид (цитарабин, цитозар, Ara-C);
    - Азацитидин;
- Интеркаланты:
  - доксорубицин;
  - эпирубицин;
  - идарубицин;
  - даунорубицин;
  - митоксантрон;
- Ингибиторы топоизомеразы I:
  - Этопозид;
  - Тенипозид;
  - Тафлупозид;
- Ингибиторы топоизомеразы II:
- Ингибиторы образования микротубул:
  - Винкристин;
  - Винбластин;
  - Виндесин;
  - Винорелбин.
- Ингибиторы веретена деления:
  - Колхамин.

## Классификация противоопухолевых химиотерапий
По механизму действия различают цитостатическую  и цитотоксическую химиотерапию. Цитостатическая основана на применении цитостатических препаратов, тормозящих размножение (точнее, клональную пролиферацию) злокачественных клеток и вызывающих апоптоз клеток, не способных делиться вследствие воздействия цитостатика. Цитотоксическая химиотерапия основана на применении препаратов, вызывающих непосредственную гибель клеток вследствие их интоксикации и нарушения их жизнедеятельности, и как следствие некроз опухоли.
По условиям проведения химиотерапия бывает амбулаторной и стационарной. Амбулаторно проводится химиотерапия низкой или условно приемлемой дозовой интенсивности и токсичности, сравнительно низкоэметогенная и обладающая сравнительно низким миелосупрессивным и иммуносупрессивным потенциалом, низким потенциалом серьёзных осложнений и летальности и потому осуществляемая в домашних условиях, без госпитализации. Стационарная химиотерапия проводится исключительно в условиях специализированного стационара ввиду высокого риска серьёзных побочных явлений и летальности.
Химиотерапия может проводиться системно, либо регионарными и местными способами. К системным методам относятся пероральный прием химиопрепаратов и внутривенное ведение.
Наиболее распространена внутривенная химиотерапия. В современных клиниках для беспрепятственного проведения внутривенной химиотерапии пациентам часто устанавливается инфузионная порт-система в центральные вены (подключичная, яремная и др.). Это позволяет избежать чрезмерного локального воздействия высоких концентраций химиопрепаратов на желудочно-кишечный тракт и на стенки периферических вен, развития регионарных мукозитов в ЖКТ, флебитов периферических вен и чрезмерной эметогенности химиотерапии, что часто бывает проблемой при пероральном приёме химиопрепаратов или при их введении в периферические вены.
Липосомальная химиотерапия — разновидность метода внутривенной химиотерапии, при которой вводимый внутривенно химиопрепарат находится не в растворе, а в специальной суспензии липосом, то есть заключен в микроскопические липосомы, что повышает биодоступность химиопрепарата для злокачественных клеток (захват ими препарата, проникновение препарата в ткань опухоли), тем самым повышая эффективность химиотерапии и снижая её системную токсичность; примером может служить липосомальный доксорубицин;
Особую разновидность представляет целенаправленная химиотерапия, при которой вводимый внутривенно химиопрепарат ковалентно химически связан с моноклональным антителом, селективно связывающимся со специфическими клеточными рецепторами или поверхностными антигенами, в изобилии присутствующими (гиперэкспрессируемыми) именно на поверхности злокачественных клеток данного конкретного типа. Это повышает специфичность и эффективность химиотерапии и снижает повреждающее воздействие химиотерапевтического средства на здоровые клетки и ткани, а иногда делает возможным применение даже таких лекарств, которые в противном случае были бы чрезмерно токсичны. Примером целенаправленного химиопрепарата может служить препарат Милотарг — гемтузумаб озогамицин, применявшийся при лечении острого миелоидного лейкоза.
При регионарной химиотерапии препарат вводится непосредственно в заинтересованный орган или в опухоль:
- интратекально — в подоболочечное пространство головного и спинного мозга при помощи терапевтических люмбальных пункций или катетеризации субдурального пространства;
- интрацистернально - в желудочки головного мозга при помощи установки специального внутрижелудочкового катетера, соединённого с имплантируемым в височной области больного так называемым «резервуаром Оммайя»);
- интраперитонеально — в брюшную полость, нередко одновременно с дренированием вызванного опухолевым процессом асцита;
- интраплеврально или интраторакально — в полость плевры, нередко одновременно с дренированием вызванного опухолевым процессом плеврального выпота;
- интраперикардиально - в полость перикарда, одновременно с пункционным дренированием вызванного опухолевым процессом перикардиального выпота (иногда применяется при лимфомах сердца);
- интраэндокардиально — в полость эндокарда (в левый желудочек сердца) при помощи катетеризации левого желудочка (иногда применяется при лимфомах сердца).

Перфузионная химиотерапия, или химиоперфузия — основана на регионарной перфузии артерий, питающих опухоль или пораженный орган в целом, раствором химиопрепарата. Химиоэмболизация — основана на эмболизации артерий, питающих опухоль, специальным полимером, содержащим частицы химиопрепарата.
При опухолях кожи, доступных слизистых оболочек, опухолей мочевого пузыря может проводиться локальная химиотерапия при помощи местных мазевых аппликаций, промываний, инстилляций или местных инъекций химиопрепаратов.

### По целям, преследуемым при назначении химиотерапии
- Радикальная химиотерапия — преследует цель полной эрадикации или абляции злокачественной опухоли и полного излечения заболевания; как правило, о химиотерапии как о радикальном методе лечения можно говорить в основном при гемобластозах и лишь при некоторых весьма высоко химиочувствительных видах солидных злокачественных опухолей;
- Циторедуктивная химиотерапия, или, иначе, сдерживающая, тормозящая химиотерапия — преследует цель уменьшения опухолевой массы, торможения, контроля и сдерживания или замедления роста и метастазирования опухоли и увеличения ожидаемой продолжительности жизни онкологического больного, но не цель его радикального излечения;
- Паллиативная химиотерапия — преследует цель всего лишь снятия локального воспаления, отека и боли в зоне опухоли и/или метастазов, при этом цель увеличения ожидаемой продолжительности жизни и/или значительного сокращения опухолевой массы не ставится изначально или недостижима ввиду запущенности процесса, плохого соматического состояния больного или низкой химиочувствительности опухоли;
- Химиотерапия ожидания — проводится больным, дольше запланированного ожидающим трансплантации костного мозга, с целью поддержания состояния ремиссии и профилактики рецидива в период ожидания;
- Индукционная химиотерапия — химиотерапия, преследующая цель индукции ремиссии (выведения в ремиссию) больного с гемобластозом;
- Консолидирующая химиотерапия — химиотерапия, преследующая цель закрепления (консолидации) ремиссии и профилактики рецидивов после успешной индукционной терапии (то есть после успешного выведения в ремиссию) гемобластоза;
- Поддерживающая химиотерапия — химиотерапия, преследующая цель поддержания стабильной ремиссии и недопущения рецидивов заболевания после успешной индукционной и консолидирующей химиотерапии при гемобластозах;
- Кондиционирующая химиотерапия — неоадъювантная химиотерапия, преследующая цель кондиционирования для последующего радикального лечения, то есть создания максимально благоприятных условий для последующего радикального хирургического или радикального лучевого лечения или, чаще всего, для трансплантации костного мозга;
- Профилактическая химиотерапия, или химиопрофилактика — адъювантная химиотерапия, которая проводится больным после радикального хирургического или радикального лучевого лечения с целью полной эрадикации всех потенциально возможных микрометастазов и профилактики рецидивов злокачественного процесса после успешно проведённого радикального лечения.

Понятие химиопрофилактики (профилактической химиотерапии) может применяться также и к консолидирующей химиотерапии гемобластозов (дополнительным курсам или циклам химиотерапии, назначаемым после успешного достижения клинической ремиссии гемобластоза в ходе индукционной химиотерапии, для закрепления эффекта, консолидации ремиссии и профилактики рецидивов) и/или к поддерживающей химиотерапии (химиотерапии, назначаемой после успешного проведения индукционной и консолидирующей химиотерапий при гемобластозах, в целях поддержания ремиссии и недопущения рецидивов злокачественного процесса).

### По временному отношению к радикальному оперативному или радикальному лучевому вмешательству
- Химиотерапия как единственный метод лечения — без радикального хирургического удаления опухоли или радикальной лучевой терапии — применяется чаще всего при гемобластозах, а также в тех случаях, когда радикальное хирургическое удаление опухоли и метастазов и/или лучевая терапия невозможны или нерациональны, рискованны и опасны ввиду распространённости опухолевого процесса и запущенности заболевания;
- Адъювантная химиотерапия — назначается после радикального хирургического удаления опухоли или радикальной лучевой терапии;
- Неоадъювантная химиотерапия — назначается до радикального хирургического удаления опухоли или радикальной лучевой терапии.

### По количеству и составу применяемых препаратов и методов
- Монохимиотерапия — химиотерапия одним препаратом;
- Полихимиотерапия — комбинированная химиотерапия с применением строго определённых синергично действующих комбинаций нескольких препаратов;
- Радиохимиотерапия, или химиорадиотерапия, химиолучевая терапия, химиолучевое лечение — одновременное комбинированное применение химиопрепаратов и лучевой терапии;
- Иммунохимиотерапия, или химиоиммунотерапия, — одновременное комбинированное применение химиопрепаратов и иммунопрепаратов — моноклональных антител, интерферонов;
- Гормонохимиотерапия, или химиогормонотерапия, — одновременное комбинированное применение химиопрепаратов и гормональных препаратов;
- Гормоноиммунохимиотерапия, или химиогормоноиммунотерапия, — одновременное комбинированное применение химиопрепаратов, гормональных препаратов и моноклональных антител.

### По степени эметогенности
- Низкоэметогенная химиотерапия;
- Умеренно эметогенная химиотерапия;
- Химиотерапия средней степени эметогенности;
- Высокоэметогенная химиотерапия;
- Чрезвычайно высокоэметогенная химиотерапия.

### По степени общей и специфической органной токсичности, переносимости и летального риска
- Низкотоксичная химиотерапия (часто рекомендуется больным пожилого и старческого возраста, больным в плохом соматическом состоянии, а также с паллиативной целью);
- Умеренно токсичная химиотерапия;
- Химиотерапия средней степени токсичности;
- Высокотоксичная химиотерапия (в частности, высоко миелосупрессивные, высоко иммуносупрессивные и даже тотально миелоаблативные режимы химиотерапии, применяемые при кондиционировании для трансплантации костного мозга);
- Чрезвычайно высокотоксичная химиотерапия.

### По дозовой интенсивности
- Низкодозная (низкоинтенсивная) химиотерапия — часто рекомендуется больным пожилого и старческого возраста, больным в плохом соматическом состоянии, а также с паллиативной целью;
- Химиотерапия стандартной дозовой интенсивности;
- Высокодозная (высокоинтенсивная) химиотерапия, или химиотерапия высокой интенсивности — как правило, весьма миелосупрессивна и иммуносупрессивна, вплоть до полной миелоаблативности;
- Сверхвысокодозная химиотерапия, или химиотерапия сверхвысокой интенсивности — как правило, представляет собой модификации уже существующих режимов высокодозной химиотерапии с добавлением дополнительных химиотерапевтических агентов или с дополнительной эскалацией доз одного или нескольких химиотерапевтических агентов.

### По степени обязательности или желательности химиотерапии
- Облигатная или мандаторная, иначе обязательная химиотерапия;
- Рекомендуемая химиотерапия;
- Опциональная, или необязательная химиотерапия.

### По отношению к существующим стандартным протоколам
- Стандартная химиотерапия I линии;
- Стандартная химиотерапия резерва, применяемая в случае неэффективности, недостаточной эффективности, непереносимости или плохой переносимости стандартной химиотерапии I линии:
  - Стандартная химиотерапия II линии;
  - Стандартная химиотерапия III линии;
  - Стандартная химиотерапия IV линии;
- Экспериментальная (исследовательская) химиотерапия.

### По отношению к современности
- Устаревшие протоколы химиотерапии;
- Частично устаревшие протоколы химиотерапии, всё ещё применяемые, но постепенно вытесняемые более новыми и современными, более эффективными либо менее токсичными и менее летальными;
- Современные стандартные протоколы химиотерапии, наиболее распространённые или наиболее рекомендуемые на сегодняшний день при лечении соответствующих злокачественных заболеваний;
- Новейшие протоколы химиотерапии, которые имеют шанс в скором времени стать стандартными протоколами I линии химиотерапии по мере накопления данных об их эффективности и безопасности.

## Побочные эффекты
В связи с тем, что препараты, применяемые для химиотерапии, являются токсичными для делящихся клеток (замедляют процессы деления), наиболее часто побочные эффекты проявляются в тех тканях, клетки которых быстрее обновляются. Перестают расти и выпадают волосы, ногти. Другие побочные эффекты:
- Тошнота, рвота.
- Выпадение волос, ломкость ногтей.
- Нарушения аппетита, извращение вкусовых привычек.
- Анемия, кровотечения.
- Иммуносупрессия.
- Бесплодие и другие.

### Тошнота и рвота
Большинство пациентов, получающих химиотерапию, считают тошноту и рвоту самыми неприятными побочными эффектами этого вида лечения . Причиной тошноты и рвоты во время химиотерапии является непосредственное эметогенное (рвотное) действие химиотерапевтических средств на желудочно-кишечный тракт, печень и головной мозг . Факторами риска развития тошноты и рвоты являются: женский пол, возраст менее 50 лет, укачивание в транспорте, злоупотребление алкоголем , плохой контроль тошноты при более ранних курсах химиотерапии, водно-электролитные нарушения (гиповолемия, гиперкальциемия), вовлечение в процесс желудочно-кишечного тракта, печени или ЦНС, запоры, применение опиатов, инфекционные процессы, почечная недостаточность.
Выраженность тошноты и рвоты зависит от психологического настроя пациента во время инфузии химиопрепаратов, ожидания развития этих побочных эффектов. Наиболее важным фактором является степень эметогенного действия выбранных конкретных препаратов , а также доза и способ их введения. Так, цитарабин в стандартных дозировках редко вызывает тошноту и рвоту, но при повышении дозы частота этого побочного эффекта значительно возрастает. При использовании комбинации химиотерапевтических средств необходимо учитывать дозы и эметогенный потенциал каждого препарата.
Чаще всего тошнота и рвота появляются под действием цисплатина, циклофосфамида, доксорубицина и изофосфамида, а также некоторых других препаратов при введении в больших дозах, либо 2 и более дня подряд. Вероятность отсроченной рвоты повышается у пациентов с ранее наблюдавшейся острой рвотой.
Основными средствами профилактики и лечения тошноты и рвоты у пациентов на химиотерапии являются антагонисты дофаминовых D2 рецепторов (фенотиазины, бутирофероны, замещенные бензамиды) и антагонисты серотониновых рецепторов (5-HT3: ондансетрон, гранисетрон и доласетрон). Главным преимуществом антагонистов 5-НТ3 рецепторов перед антагонистами дофаминовых D2 рецепторов является меньшая токсичность.

### Выпадение волос
Потеря волос при химиотерапии связана с непосредственным токсическим действием химиопрепарата на волосяные фолликулы. Выпадать могут волосы на голове, теле, брови. Алопеция может быть полной или частичной, в зависимости от препарата и индивидуальной реакции пациента. В любом случае, потеря волос в результате химиотерапии значительно снижает качество жизни пациентов, чувство уверенности в себе.
Выпадение волос при химиотерапии можно предотвратить методом охлаждения кожи (гипотермии) с помощью специального устройства наподобие фена, надеваемого на голову. Локальная гипотермия вызывает сужение сосудов скальпа, что затрудняет поступление токсичного для волос препарата в волосяные фолликулы.
По данным независимых исследований, охлаждение кожи головы эффективно и безопасно предотвращает выпадение волос при лечении такими препаратами, как эпирубицин, доксорубицин, таксол, таксотер и другие. Успех метода зависит также от того, насколько человек ухаживает за своими волосами.
По данным клинических онкологов [каких?], локальная гипотермия только оттягивает по сроку выпадение волос и никак не уменьшает статистически достоверно выпадение волос после химиотерапии.
Данный побочный эффект является единственным, который проходит самостоятельно и не является угрозой для жизни пациента. После успешного окончания химиотерапии волосы всегда отрастают заново с ещё большей силой.

### Запоры
Запоры являются одной из основных причин тошноты у больных с поздними формами рака . Предупреждение и лечение запоров очень важно, особенно у пациентов, получающих опиоиды (вызывают запор как побочный эффект). Необходимо устранять факторы, вызывающие запоры.
Слабительные средства могут включать лекарства, размягчающие стул, стимулирующие моторику, а также лактулозу. Дозы и режим приема слабительных должны регулярно пересматриваться во избежание привыкания к препаратам. Больным рекомендуется диета с большим содержанием клетчатки, если пациент может её переносить. Средства, увеличивающие объем кишечного содержимого, должны использоваться с большой осторожностью. Иногда полезны солевые слабительные (магния цитрат, натрия фосфат).

### Диарея
Диарея является частым побочным эффектов некоторых противоопухолевых средств (5-фторурацил, метотрексат, иринотекан). Тяжелая диарея вынуждает уменьшать дозы препаратов, либо вовсе отменять их. Для завершения курса используется агрессивное лечение диареи с помощью сильных средств, например лоперамида.

### Когнитивные нарушения
Многие химиопрепараты оказывают побочное действие на мнестические и интеллектуальные функции головного мозга. Так, одним из самых неприятных эффектов после химиотерапии рака молочной железы является эффект "химио мозга", связанный с применением химиопрепаратов из группы антрациклинов.
В ретроспективном исследовании Shelli R. Kesler et al. 52 пациенток, выживших после рака молочной железы, женщины, получавшие лечение антрациклинами, хуже справлялись с задачами на словесную память, а в определенных зонах их головного мозга были обнаружены более выраженные изменения  по сравнению с пациентками, получавшими препараты не-антрациклинов или не получавших химиотерапию совсем.

### Тератогенное действие
Химиотерапевтические препараты обладают тератогенным действием. Перед началом химиотерапии проводится тест на беременность. Пациенты детородного возраста во время лечения и несколько месяцев после него должны использовать методы контрацепции (напр. доксорубицин - 6 мес.).

## Безопасность при химиотерапии
Химиотерапевтические препараты признаны опасными препаратами.

### Безопасность медицинского персонала
Медицинский персонал должен соблюдать меры предосторожности при работе с химиопрепаратами.

### Безопасность пациентов и членов их семей
Химиотерапевтические препараты выделяются с биологическими жидкостями. Пациенты детородного возраста во время лечения и несколько месяцев после него должны использовать методы контрацепции, избегать поцелуев и незащищённого секса. 

## Исследование

### Таргетная терапия
Специально предназначенные средства доставки направлены на повышение эффективных уровней химиотерапии опухолевых клеток при одновременном снижении эффективных уровней для других клеток. Это должно привести к увеличению опухоли или снижению токсичности или к тому и другому.

### Токсин иммуно-коньюгат
Токсин иммуно-коньюгат содержат антитело, лекарственное средство и линкер между ними. Антитело будет нацелено на преимущественно экспрессируемый белок в опухолевых клетках (известный как опухолевый антиген) или на клетках, которые может использовать опухоль, таких как эндотелиальные клетки кровеносных сосудов. Они связываются с опухолевым антигеном и усваиваются, когда линкер высвобождает лекарство в клетку. Эти специально предназначенные средства доставки различаются по своей стабильности, селективности и выбору мишени, но, по сути, все они направлены на увеличение максимальной эффективной дозы, которая может быть доставлена в опухолевые клетки. Снижение системной токсичности означает, что их также можно применять людям, которые болеют, и потому что они могут нести новые химиотерапевтические средства, которые были бы слишком токсичными для доставки с помощью традиционных системных подходов.